# Projection de Haworth

Projection de Haworth du α-D-glucopyranose

La projection de Haworth est un moyen pratique de représenter la structure cyclique des oses (monosaccharides) avec une simple perspective tridimensionnelle.
Le nom de cette projection vient de son créateur le chimiste anglais Walter Norman Haworth.
Cette projection a les caractéristiques suivantes :
- Les atomes de carbone ne sont pas représentés explicitement. Dans l'exemple ci-dessous les atomes numérotés de 1 à 6 sont tous des atomes de carbone.
- Les atomes d'hydrogène ne sont pas représentés explicitement. Dans l'exemple ci-dessous les atomes de carbone de 1 à 6 sont aussi liés à des atomes d'hydrogène, non représentés, de manière à respecter la tétravalence du carbone.
- Un trait plus épais indique que les atomes (et les liaisons chimiques) sont en avant du plan de la feuille, plus proche du lecteur. Dans l'exemple de droite, les atomes les plus proches du lecteur sont les 2 et 3, celui-ci en déduit que les autres atomes sont plus éloignés de lui.

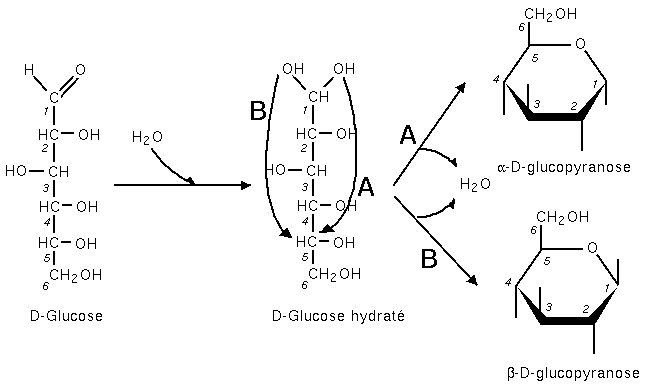
Cyclisation du glucose selon Haworth